# Ski (voortbeweging)

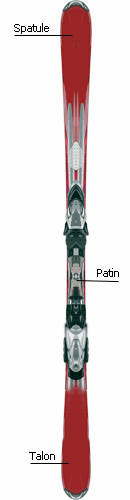
Alpineski

Een ski is een lange lat om over sneeuw of andere oppervlaktes te kunnen voortbewegen, skiën genaamd.
Ski's werden oorspronkelijk gebruikt in Scandinavië waar men ze gebruikte om zich beter te kunnen verplaatsen over het besneeuwde land. Het woord ski is afkomstig van het oud-Noorse Skiða, dat 'rechte plank' betekent. Rotstekeningen wijzen aan dat al omstreeks 8.000 voor Christus in het Chinese Altai gebergte en waarschijnlijk eerder ski's werden gebruikt dan in Scandinavië. In Noorwegen dateren de oudstgevonden fragmenten van skies van 6000 v.Chr. In 2014 werd voor het eerst een intact exemplaar van 1300 jaar oud gevonden, en na zeven jaar zoeken eind september 2021 de andere.
In 2021 kennen we ski's vooral van het alpineskiën, langlaufen en het waterskiën.
Ski's worden ook gebruikt als landingsgestel voor vliegtuigen die landen in poolgebieden, of als (gedeeltelijk) onderstel voor skibobs, sneeuwscooters, sledes enz.
De vorm en uitvoering van de ski is afhankelijk van de vorm van skiën die de skiër beoefent.